# 匡廷云
匡廷云（1934年12月29日—），女，四川资中人，中国植物生理学家，中国科学院植物研究所研究员。

## 生平
1956年毕业于北京农业大学土壤农业化学系。1962年于苏联莫斯科国立大学生物系研究生毕业，获副博士学位。1995年当选为中国科学院院士。